# Brandsicherheitswache

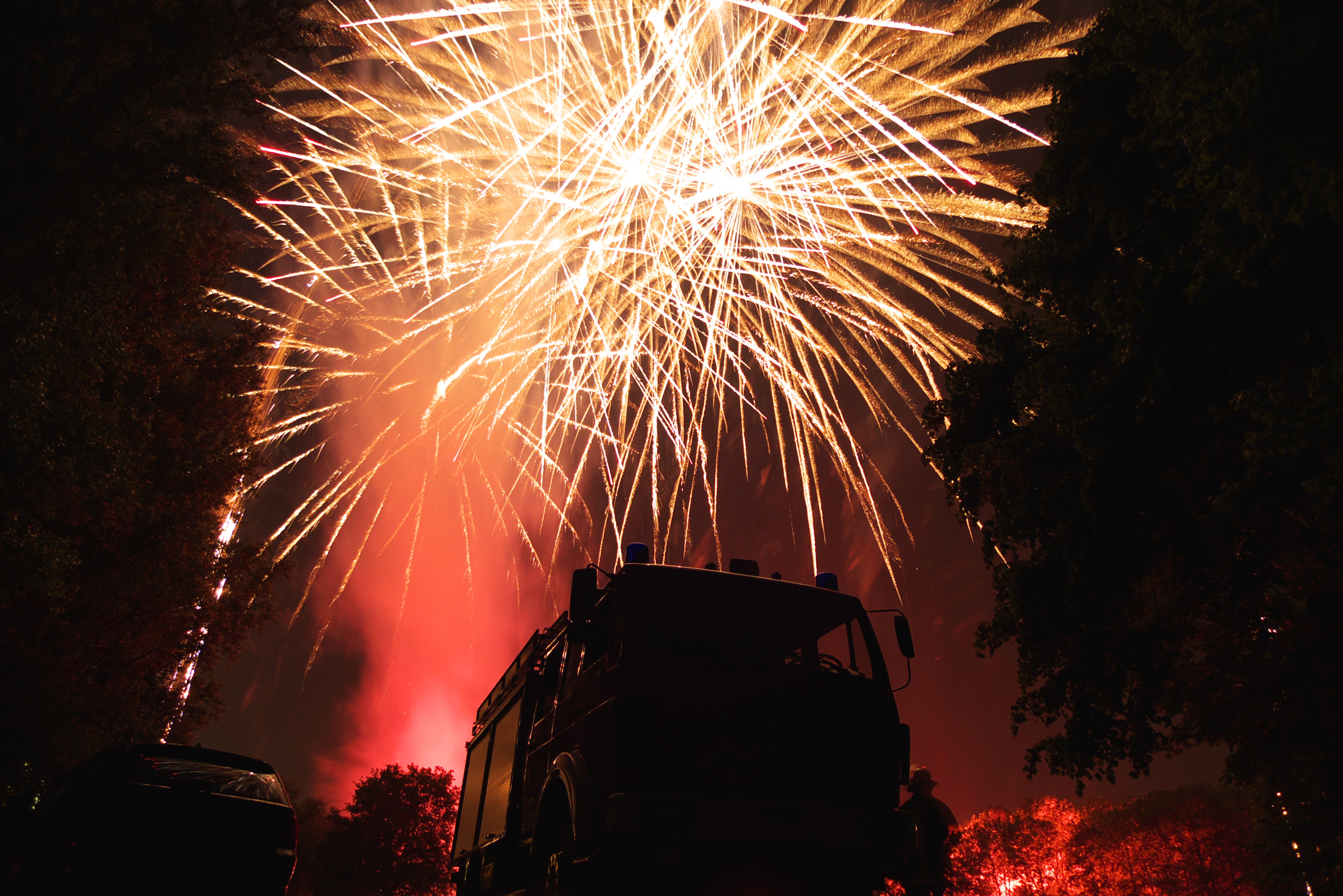
Eine Brandsicherheitswache mit Löschfahrzeug begleitet den Abbrand eines Großfeuerwerks.

Die Brandsicherheitswache (auch Feuersicherheitswachdienst) ist ein Bereitschaftsdienst der Feuerwehr bei Veranstaltungen und anderen Anlässen, wenn eine erhöhte Brandgefahr besteht. Sie dient dazu, einen möglichen Brand frühzeitig zu erkennen, Gegenmaßnahmen einzuleiten und die Gefahr in ihrer Entstehung zu bekämpfen.

## Grundlagen
Die Brandsicherheitswache wird (in Deutschland nach landesrechtlichen Vorschriften) immer dann eingesetzt, wenn eine erhöhte Brandgefahr besteht und eine größere Anzahl von Personen gefährdet ist. Durch eine Gefährdungsanalyse ist darüber hinaus festzustellen, ob unterhalb dieser Grenzen eine Feuersicherheitswache erforderlich ist, z. B. bei Einsatz von Pyrotechnik. Auch bei Volksfesten sind Brandsicherheitswachen notwendig, etwa bei Martinsfeuern, Winterverbrennungen, Johannisfeuern und Ähnlichem.
Die Anzahl der Brandsicherheitswachen obliegt in Österreich der örtlichen Feuerpolizei und kann aber auch bei einer Kommissionierung der Veranstaltung festgelegt werden. Geregelt ist sie in der TRVB N 136. In Deutschland liegt diese Aufgabe bei der für den Brandschutz verantwortlichen Abteilung oder Behörde der Stadt- oder Gemeindeverwaltung. Nach der Musterversammlungsstättenverordnung bzw. nach vielen Versammlungsstättenverordnungen der Bundesländer wird eine Brandsicherheitswache bei Veranstaltungen auf Großbühnen bzw. auf Szenenflächen über 200 m² vorgeschrieben.

## Einsatz bei öffentlichen Veranstaltungen
Damit eine Brandsicherheitswache effektiv ist, müssen ihr auch Kleinlöschgeräte, wie Feuerlöscher oder Wandhydranten zur Verfügung stehen. Bei größeren Ereignissen unterstützen auch ausreichend Feuerwehrfahrzeuge die Brandsicherheitswache.
Zu den Aufgaben des Brandsicherheitsdienstes gehört es auch, vor Beginn und während der Veranstaltung die Einhaltung allgemeiner Regeln des vorbeugenden Brandschutzes sowie eventueller Auflagen zu beachten. Im Gefahrenfall hat die Brandsicherheitswache für die Aktivierung der Schutzeinrichtungen der Versammlungsstätte zu sorgen (Schutzvorhang, Sprühwasserlöschanlage etc.) bzw. soll die Räumung des Gebäudes effektiv leiten.
Die Aufgaben der Brandsicherheitswache können von Mitarbeitern der Versammlungsstätte  nicht vollumfänglich wahrgenommen werden. Eine uniformierte Brandsicherheitswache darf im Auftrag des Bürgermeisters verbindliche Anordnungen erlassen. Voraussetzung ist, dass entsprechend ausgebildete Mitarbeiter und geprüfte Ausrüstung nach dem Berechnungsverfahren von Klaus Maurer vorgehalten wird.

## Werkfeuerwehren
In Betrieben mit Werkfeuerwehr oder Betriebsfeuerwehren arbeitet eine Brandsicherheitswache mit absoluter Weisungsbefugnis bei allen genehmigten Arbeiten mit offener Flamme, oder bei Begehungen unter Atemschutz.
Vor Beginn von Feuerarbeiten muss eine Gasfreiheit bestätigt und eine schriftliche Feuererlaubnis erstellt sein, aus der hervorgeht, welche zusätzlichen Vorkehrungen getroffen werden müssen (Anbringen von Planen, Schaumdecke, C-Rohr in Bereitschaft, Feuerlöscher usw.).
Bei Arbeiten unter Atemschutz wird nach Erstellung einer Atemluftanalyse eine schriftliche Befahrerlaubnis erstellt, in der die Art und Durchführung der Arbeit und die einzusetzenden Geräte genau festgelegt werden.
Eine direkte Alarmierung der Werkfeuerwehr vom Arbeitsplatz aus ist stets zu ermöglichen.

## Einsatz bei Baumängeln
Bei Baumängeln und nicht nachgerüsteten Fluchttreppenhäusern wird bei der weiteren Nutzung eine Brandsicherheitswache bis zur Nachrüstung vorgeschrieben.